# Roger III (król Sycylii)
Roger III (ur. 1175/1180, zm. 24 grudnia 1193 w Palermo) – hrabia Apulii od 1189 (jako Roger V) i król Sycylii w latach od 1192 do śmierci jako koregent ojca Tankreda z Lecce.
Roger III był synem króla Tankreda z Lecce (nieślubnego syna Rogera III, księcia Apulii i Emmy z Lecce) oraz Sybilli z Acerry, siostry Ryszarda z Acerry, córki pochodzącego z Francji Rinaldo I z Aquino i jego drugiej żony. Jego bratem był Wilhelm III, a wśród sióstr znajdowała się Konstancja, żona doży weneckiego Pietro Zianiego.
W 1189 ojciec Rogera został królem Sycylii, po czym w tym samym roku wydzielił dla niego Apulię i mianował go jej księciem. Apulia do 1161 była w posiadaniu bocznej linii dynastii z Hauteville, a po śmierci króla Wilhelma I Złego trafiła do domeny władców Sycylii (w 1181 wydzielona została dla Boemunda, nowo narodzonego syna Wilhelma II Dobrego; Boemund zmarł jednak w tym samym roku). Latem 1192 roku Roger został koronowany na koregenta Tankreda jako król Sycylii, co miało miejsce wskutek uznania ich za prawowitych władców przez papieża Celestyna III w traktacie z Graviny. Od tego czasu miejscowe monety (follis) wybijano z wizerunkami obydwu władców. Prawdopodobnie Roger był wówczas niepełnoletni. Władza jego ojca była niepewna, bowiem pochodził z nieprawego łoża; pretensje do tronu zgłaszał Roger z Andria, prawdopodobnie wnuk Drogo de Hauteville oraz cesarz rzymski. Poważnym wrogiem był też król angielski Ryszard I Lwie Serce, którego siostra Joanna (wdowa po poprzedniku Tankreda, Wilhelma II Dobrego) została uwięziona. Po uzyskaniu apanażu dla siostry Ryszard I 4 marca 1191 roku zawarł z Tankredem pokój, uznając jego, a nie cesarza prawowitym królem (stało się to podłożem przyszłego konfliktu między nimi).
W lipcu lub sierpniu 1192 roku ojciec zaaranżował małżeństwo Rogera z Ireną Angeliną, córką cesarza bizantyńskiego Izaaka II Angelosa. Jednak Roger niespodziewanie zmarł 24 grudnia 1193 roku, w czasie gdy Tankred bronił państwa przed inwazją swej ciotki Konstancji i jej męża cesarza Henryka VI, popieranych przez znaczną część możnych. 29 grudnia Irena została porwana przez najeżdżających wyspę Niemców i zmuszona do poślubienia ówczesnego księcia Szwabii (przyszłego króla Niemiec) Filipa. Wnet Tankred uczynił współwładcą kolejnego syna, Wilhelma III. Król Tankred zmarł 20 lutego 1194, dwa miesiące po Rogerze. Regentką Wilhelma została jego matka, jednak został on pozbawiony władzy 20 listopada tego roku przez cesarza Henryka VI, który uczynił Wilhelma księciem Lecce i Tarentu ze względu na jego lojalność.